# Zamarada fibulata
Zamarada fibulata là một loài bướm đêm trong họ Geometridae.